# هاشم البغدادی
هاشم محمد البغدادی (۱۹۱۷–۱۹۷۳) خوشنویس چیره‌دست عراقی بود که به خاطر حروفش که ثبات دست و سیال بودن حرکت را نشان می‌داد، شهرت داشت. او در اواخر عمر خود به عنوان «امام خوشنویسی» در سراسر جهان عرب شناخته شد و جزو آخرین خوشنویسان کلاسیک می‌باشد. او همچنین چندین کتاب مهم در زمینه هنر خوشنویسی تألیف کرد.

## زندگی
او که متولد ابورکیم هاشم محمد الحاج دربس القیسی است، به «البغدادی» معروف شد، گهگاه با نام مستعار خود «الخطات» و گاهی به سادگی «هاشم، خطاط» خوانده شد. او در سال ۱۹۱۷ در منطقه خون لند بغداد در خانواده ای فقیر اما محترم به دنیا آمد.
او از دوران کودکی جذب خوشنویسی شد و از خواندن کتاب مقدس و مشاهده خطی که مساجد محلی را تزیین می‌کرد الهام می‌گرفت او در جوانی برای مدت کوتاهی نزد عارف الشیخلی در بغداد در مدرسه ال مدرسه احمدیه که مالک آن شیخلی بود. او از همان ابتدا استعداد اولیه خود را در هنر خوشنویسی نشان داد و تعهدی واقعی برای یادگیری این تکنیک، پایبندی دقیق به قوانین گسترده آن و تمایل به کشف اسرار حروف اسلامی از خود نشان داد.
به دلیل شرایط نامناسب خانواده، او مجبور شد برای مدتی تحصیل خود را متوقف کند و به دنبال کار با درآمد باشد. در سال ۱۹۳۷، او کار خود را برای بخش بررسی عمومی در بغداد آغاز کرد و در آنجا نقشه‌های عمومی تهیه می‌کرد. چند سال بعد نزد ملا محمد علی الفضلی (متوفی ۱۹۴۸) شاگردی کرد که در سال ۱۹۴۳ به او دیپلم خوشنویسی اعطا کردند. در سال ۱۹۴۴ تحصیلات خود را در مدرسه تحسین الخطوت (مؤسسه سلطنتی خوشنویسی) در قاهره ادامه داد و در آنجا توسط سید ابراهیم و محمد حسنی آموزش دید وی سال ۱۹۴۴ موفق به اخذ دیپلم و مدرک خط ممتازشد.
پس از بازگشت به بغداد، در سال ۱۹۴۶ کتاب درسی را در مورد سبک خط رقعه منتشر کرد، که در ابتدا برای استفاده در مدارس ابتدایی در نظر گرفته شده بود، اما هنوز به عنوان یک متن استاندارد در دانشگاه‌ها و دانشکده‌ها استفاده می‌شود.
در سال ۱۹۴۷ دفتر خوشنویسی را در بغداد با مشارکت نقاش اوکسن افتتاح کرد. دفتر آنها در مرکز شهر قرار داشت. در خیابان رشید در منطقه السنک در بغداد. کار تجاری آنها شامل طراحی تیتر برای روزنامه‌ها و مجلات بود. کار تجاری او همچنین شامل طراحی نه تنها اسکناس‌های عراقی، بلکه سکه‌ها و اسکناس‌ها برای دولت‌های تونس، مراکش، لیبی و سودان بود.
در دهه ۱۹۵۰ به استانبول سفر کرد و نزد حمید آیتاچ (همچنین به نام حمید العمیدی) تحصیل کرد و در سال ۱۹۵۰ و در سال ۱۹۵۲ دیپلم گرفت. او مورد لطف آیتاچ قرار گرفت و او به استعداد و فداکاری او پی برد. او در چندین نوبت برای ملاقات با آیتاچ به استانبول بازگشت، و در طول زندگی خود از طریق مکاتبات منظم و ملاقات‌های گاه به گاه با او تماس داشت. آیتاچ در یکی از این دیدارها دربارهٔ البغدادی گفت: «هاشم یکی از بهترین خوشنویسان جهان اسلام است». او در سال ۱۹۶۰ سمت مدرس خوشنویسی در مؤسسه هنرهای زیبای بغداد را بر عهده گرفت و بعداً رئیس گروه خوشنویسی و تزیینات اسلامی شد، این سمت را تا زمان مرگش در سال ۱۹۷۳ بر عهده داشت در طول دوران تحصیلی خود. تعدادی از خوشنویسان از جمله: ولید الاعظمی، صادق الدوری، عبدالغنی العانی، طه البستانی، جمال الکباسی، مهدی الجبوری، سرگرد غالب صبری الخطاط، دکتر سلمان ابراهیم الخطاط، گواهینامه. -خطات، حاجی صابر الاعظمی، کریم حسین، عدنان الشیخلی، خالد حسین، عصام الصعب، برادرش عبدالهادی، فوزی خطاط، صلاح شیرزاد و محمد حسن البلدوی، که بسیاری از آنها در ادامه مشاغل قابل توجه او همچنین بسیاری از خوشنویسان جوان مشتاق از جمله خوشنویس چینی چن کان را از طریق مربیگری، نوشته‌ها و کارهای عمومی خود تحت تأثیر قرار داد.
او در درجه اول سبک ثلث خوشنویسی را تمرین می‌کرد و یکی از بهترین تمرین کنندگان خط ثلث بود. سبک ثلث خوشنویسی عمدتاً در معماری استفاده می‌شود. او همچنین به خط نسخ و نستعلیق علاقه داشت. هاشم البغدادی گاهی خط بغدادی را با سبک خوشنویسی مدرن‌تر عثمانی ترکیب می‌کرد
در سال ۱۹۶۱ کتاب روشهای خوشنویسی عربی (که به عنوان قواعد خوشنویسی نیز شناخته می‌شود) را منتشر کرد. اثری که از آن به عنوان «بهترین مجموعه فونت‌های عربی در جهان عرب و اسلام» یاد شده‌است.
او بر چاپ چندین نسخه از قرآن، از جمله نسخه خطی قرآن نادری که تذهیب شده بود، توسط خطاط قرن نوزدهم عثمانی، محمد امین الرشدی، که قرار بود در آلمان تجدید چاپ شود، نظارت داشت. این شامل سفر به آلمان در سال ۱۹۷۹ بود، جایی که او روی افزودن کلمات و عبارات گمشده و همچنین ترمیم حروف آسیب دیده و ناخوانا کار کرد.
پس از مرگ علی بن هلال، خوشنویس بزرگ، جایگاه البغدادی به عنوان یک خطاط برجسته تأیید شد و هنگامی که استاد و دوست سابق وی آیتاچ ۹۰ سال سن را پشت سر گذاشت، جهان عرب البغدادی را به عنوان خطاط جدید تصدیق کرد. «امام خوشنویسی». او آخرین خوشنویسان کلاسیک خواهد بود. دوست و مرشد سابق او آیتاچ، در اشاره ای آشکار به اهمیت مکتب بغداد قرون وسطایی، دربارهٔ البغدادی گفت: «این صف در بغداد رشد کرد و در آنجا به پایان رسید.
البغدادی در سال ۱۹۷۳ بر اثر حمله قلبی در سن ۵۶ سالگی در بغداد درگذشت

## آثار
خط او را می‌توان در ساختمان‌های عمومی متعددی در بغداد از جمله مسجد الشهید، مسجد شیخ عبدالقادر گیلانی، مسجد حیدرکنا، مسجد مرادیه و مسجد بونیه یافت.
او متون متعددی منتشر کرد که عبارتند از:
- کتاب قواعد خوشنویسی (به زبان عربی)، 1961[۳۱]

او در زمان مرگ بر روی متن دیگری به نام لایه‌های خوشنویسی کار می‌کرد. این اثر پس از مرگ در سال ۲۰۰۸ منتشر شد.
مجسمه البغدادی در میدان الفضل بغداد نصب شد. هفتمین مسابقه بین‌المللی خوشنویسی (۲۰۰۶) به البغدادی اختصاص داشت او موضوع کتابی است، رئیس خوشنویسی عربی - هاشم محمد خطاط (۱۳۳۵–۱۳۹۳ هجری قمری - ۱۹۱۷–۱۹۷۳ میلادی): هنر خوشنویسی (به زبان عربی) اثر حسن قاسم حبش، انتشارات دارالکتب العلمیه (۲۰۱۳).